# Apfelbeckia enderleini
Apfelbeckia enderleini är en mångfotingart som beskrevs av Karl Wilhelm Verhoeff 1901. Apfelbeckia enderleini ingår i släktet Apfelbeckia och familjen Schizopetalidae. Inga underarter finns listade i Catalogue of Life.